# Record du monde de natation dames du 200 mètres papillon
Progression du record du monde de natation sportive dames pour l'épreuve du 200 mètres papillon en bassin de 50 et 25 mètres.
Mary T. Meagher fut détentrice du record du monde de cette discipline durant 18 ans 9 mois et 4 jours du 13 août 1981 au 17 mai 2000. Il s'agit d'une des plus longues possessions de record du monde.

## Bassin de 50 mètres
| Temps             | Athlète            | Naissance | Âge | Nationalité        | Compétition                           | Lieu            | Date              |
| ----------------- | ------------------ | --------- | --- | ------------------ | ------------------------------------- | --------------- | ----------------- |
| 2 min 42 s 3      | Tineke Lagerberg   |           |     | Pays-Bas           |                                       | Naarden         | 12 décembre 1956  |
| 2 min 38 s 1      | Tineke Lagerberg   |           |     | Pays-Bas           |                                       | Naarden         | 19 mars 1957      |
| Nouveau règlement |                    |           |     |                    |                                       |                 |                   |
| 2 min 40 s 5      | Nancy Ramey        |           |     | États-Unis         |                                       | Los Angeles     | 29 juin 1958      |
| 2 min 38 s 9      | Tineke Lagerberg   |           |     | Pays-Bas           |                                       | Naarden         | 13 septembre 1958 |
| 2 min 37 s 0 (y)  | Rebecca Collins    |           |     | États-Unis         |                                       | Redding         | 19 juillet 1959   |
| 2 min 34 s 4      | Marianne Heemskerk |           |     | Pays-Bas           |                                       | Leipzig         | 12 juin 1960      |
| 2 min 32 s 8      | Rebecca Collins    |           |     | États-Unis         |                                       | Philadelphie    | 13 août 1961      |
| 2 min 31 s 2      | Sharon Finneran    |           |     | États-Unis         |                                       | Chicago         | 19 août 1962      |
| 2 min 30 s 7      | Sharon Finneran    |           |     | États-Unis         |                                       | Los Altos       | 25 août 1962      |
| 2 min 29 s 1      | Susan Pitt         |           |     | États-Unis         |                                       | Philadelphie    | 27 juillet 1963   |
| 2 min 28 s 1      | Sharon Stouder     |           |     | États-Unis         |                                       | Los Angeles     | 12 juillet 1964   |
| 2 min 26 s 4      | Sharon Stouder     |           |     | États-Unis         |                                       | Los Altos       | 2 août 1964       |
| 2 min 26 s 3      | Kendis Moore       |           |     | États-Unis         |                                       | Maumee          | 15 août 1965      |
| 2 min 25 s 8      | Ada Kok            |           |     | Pays-Bas           |                                       | Leyde           | 21 août 1965      |
| 2 min 25 s 3      | Ada Kok            |           |     | Pays-Bas           |                                       | Groningen       | 12 septembre 1965 |
| 2 min 22 s 5      | Ada Kok            |           |     | Pays-Bas           |                                       | Groningen       | 2 août 1967       |
| 2 min 21 s 0 (y)  | Ada Kok            |           |     | Pays-Bas           |                                       | Blackpool       | 25 août 1967      |
| 2 min 20 s 7      | Karen Moe          |           |     | États-Unis         |                                       | Santa Clara     | 11 juillet 1970   |
| 2 min 19 s 3      | Alice Jones        |           |     | États-Unis         |                                       | Los Angeles     | 22 août 1970      |
| 2 min 18 s 6      | Karen Moe          |           |     | États-Unis         |                                       | Los Angeles     | 7 août 1971       |
| 2 min 18 s 4      | Eleanore Daniel    |           |     | États-Unis         |                                       | Houston         | 28 août 1971      |
| 2 min 18 s 4      | Eleanore Daniel    |           |     | États-Unis         |                                       | Houston         | 28 août 1971      |
| 2 min 18 s 4      | Eleanore Daniel    |           |     | États-Unis         |                                       | Minsk           | 10 septembre 1971 |
| 2 min 16 s 62     | Karen Moe          |           |     | États-Unis         |                                       | Chicago         | 6 août 1972       |
| 2 min 15 s 57     | Karen Moe          |           |     | États-Unis         | Jeux Olympiques                       | Munich          | 4 septembre 1972  |
| 2 min 15 s 45     | Rosemarie Kother   | 1956      | 17  | Allemagne de l'Est | Championnats du monde                 | Belgrade        | 8 septembre 1973  |
| 2 min 13 s 76     | Rosemarie Kother   | 1956      | 17  | Allemagne de l'Est | Championnats du monde                 | Belgrade        | 8 septembre 1973  |
| 2 min 13 s 60     | Rosemarie Gabriel  | 1956      | 20  | Allemagne de l'Est |                                       | Tallinn         | 14 mars 1976      |
| 2 min 13 s 60     | Rosemarie Gabriel  | 1956      | 20  | Allemagne de l'Est | Championnats d'Allemagne de l'Est (s) | Berlin-Est      | 4 juin 1976       |
| 2 min 11 s 22     | Rosemarie Gabriel  | 1956      | 20  | Allemagne de l'Est | Championnats d'Allemagne de l'Est (f) | Berlin-Est      | 5 juin 1976       |
| 2 min 11 s 20     | Andrea Pollack     | 1961      | 17  | Allemagne de l'Est |                                       | Leningrad       | 9 avril 1978      |
| 2 min 09 s 87     | Andrea Pollack     | 1961      | 17  | Allemagne de l'Est | Championnats d'Allemagne de l'Est     | Berlin-Est      | 4 juillet 1978    |
| 2 min 09 s 87     | Tracy Caulkins     | 1963      | 15  | États-Unis         | Championnats du monde(f)              | Berlin-Ouest    | 26 août 1978      |
| 2 min 09 s 77     | Mary T. Meagher    | 1964      | 15  | États-Unis         | Championnats Pan Amériques            | San Juan        | 7 juillet 1979    |
| 2 min 08 s 41     | Mary T. Meagher    | 1964      | 15  | États-Unis         | AAU nationaux (s)                     | Fort Lauderdale | 6 août 1979       |
| 2 min 07 s 01     | Mary T. Meagher    | 1964      | 15  | États-Unis         | AAU nationaux (f)                     | Fort Lauderdale | 6 août 1979       |
| 2 min 06 s 37     | Mary T. Meagher    | 1964      | 16  | États-Unis         | Championnats USA                      | Irvine          | 7 juillet 1980    |
| 2 min 05 s 96     | Mary T. Meagher    | 1964      | 17  | États-Unis         | Championnats USA                      | Brown Deer      | 13 août 1981      |
| 2 min 05 s 81     | Susan O'Neill      | 1973      | 27  | Australie          |                                       | Sydney          | 17 mai 2000       |
| 2 min 05 s 78     | Otylia Jędrzejczak | 1983      | 19  | Pologne            | Championnats d'Europe (f)             | Berlin          | 4 août 2002       |
| 2 min 05 s 61     | Otylia Jędrzejczak | 1983      | 22  | Pologne            | Championnats du monde (f)             | Montréal        | 28 juillet 2005   |
| 2 min 05 s 40     | Jessicah Schipper  | 1986      | 20  | Australie          | Championnats pan-pacifiques (f)       | Victoria        | 17 août 2006      |
| 2 min 04 s 18     | Liu Zige           | 1989      | 19  | Chine              | Jeux olympiques (f)                   | Pékin           | 14 août 2008      |
| 2 min 04 s 14     | Mary Descenza      | 1984      | 25  | États-Unis         | Championnats du monde (s)             | Rome            | 29 juillet 2009   |
| 2 min 03 s 41     | Jessicah Schipper  | 1986      | 23  | Australie          | Championnats du monde (f)             | Rome            | 30 juillet 2009   |
| 2 min 01 s 81     | Liu Zige           | 1989      | 20  | Chine              | Jeux nationaux de Chine (f)           | Jinan           | 22 octobre 2009   |

## Bassin de 25 mètres
| Temps         | Athlète            | Naissance | Âge | Nationalité | Compétition               | Lieu      | Date             |
| ------------- | ------------------ | --------- | --- | ----------- | ------------------------- | --------- | ---------------- |
| 2 min 05 s 65 | Mary T. Meagher    | 1964      | 17  | États-Unis  |                           |           | 2 janvier 1981   |
| 2 min 05 s 37 | Susan O'Neill      | 1973      | 26  | Australie   | Coupe du monde            | Malmö     | 18 février 1999  |
| 2 min 04 s 42 | Susan O'Neill      | 1973      | 26  | Australie   | Championnats d'Australie  |           | septembre 1999   |
| 2 min 04 s 16 | Susan O'Neill      | 1973      | 27  | Australie   | Coupe du monde (f)        | Sydney    | 18 janvier 2000  |
| 2 min 04 s 04 | Yu Yang            | 1985      | 19  | Chine       | Coupe du monde (f)        | Berlin    | 18 janvier 2004  |
| 2 min 03 s 53 | Otylia Jędrzejczak | 1983      | 24  | Pologne     | Championnats d'Europe (f) | Debrecen  | 13 décembre 2007 |
| 2 min 03 s 12 | Yuko Nakanishi     | 1981      | 27  | Japon       | Open du Japon             | Tokyo     | 23 février 2008  |
| 2 min 02 s 50 | Liu Zige           | 1989      | 20  | Chine       | Coupe du monde (f)        | Stockholm | 11 novembre 2009 |
| 2 min 00 s 78 | Liu Zige           | 1989      | 20  | Chine       | Coupe du monde (f)        | Berlin    | 15 novembre 2009 |
| 1 min 59 s 61 | Mireia Belmonte    | 1990      | 24  | Espagne     | Championnats du monde (f) | Doha      | 3 décembre 2014  |

## 200 yards papillon
| Temps         | Athlète        | Naissance | Âge | Nationalité         | Compétition             | Lieu        | Date            |
| ------------- | -------------- | --------- | --- | ------------------- | ----------------------- | ----------- | --------------- |
| 1 min 51 s 27 | Mary DeScenza  |           |     | États-Unis          | Long Beach grand prix   | Long Beach  | 16 janvier 2009 |
| 1 min 49 s 92 | Elaine Breeden | 1988      | 21  | États-Unis Stanford | Pacific 10 championship | Federal Way | 28 février 2009 |